# Jabot (kleding)

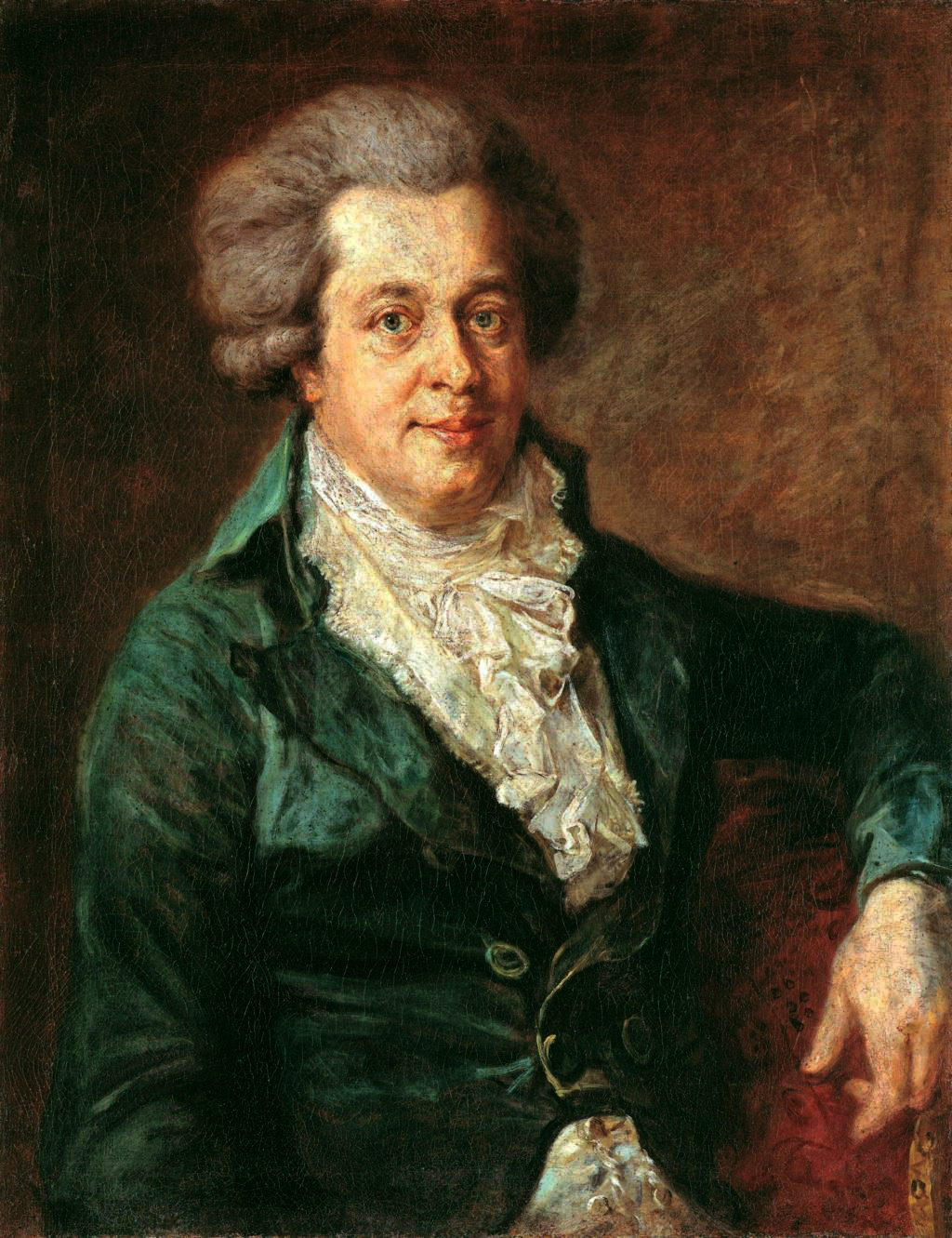
Mozart met jabot (1790)

Een jabot is een strook kant dat op een mannenhemd genaaid was. Na ongeveer 1880 werd de jabot een dameskledingstuk.
Oorspronkelijk was de jabot vastgenaaid op het hemd zodat het tussen het niet toegeknoopte gedeelte van het mannenvest naar buiten viel. In het midden van de zeventiende eeuw diende het als garnering van het wambuis dat aan de onderkant open gelaten werd.
In de achttiende en negentiende eeuw werd het een vast element in de kleding, maar dan tussen de bovenste knopen van het vest. Het kon zowel vastgenaaid als los gedragen worden.
De Schotten dragen de jabot onder formele omstandigheden in combinatie met de doublet, een kort nauw jasje, op een kilt. In de paardensport wordt een jabot gedragen tijdens dressuurwedstrijden. Tegenwoordig wordt de jabot ook toepast in carnavalskleding.
Een bekende jabot-drager was Wolfgang Amadeus Mozart (1756-1791).

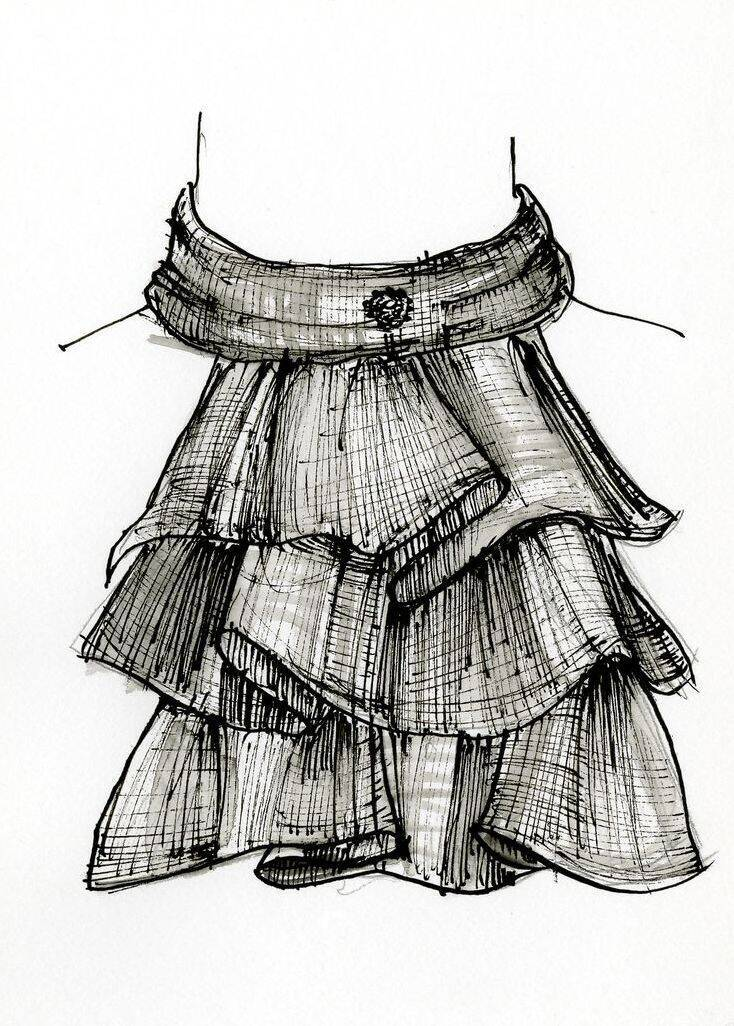
Tekening van een Jabot door David Ring, in opdracht van Modemuseum Antwerpen
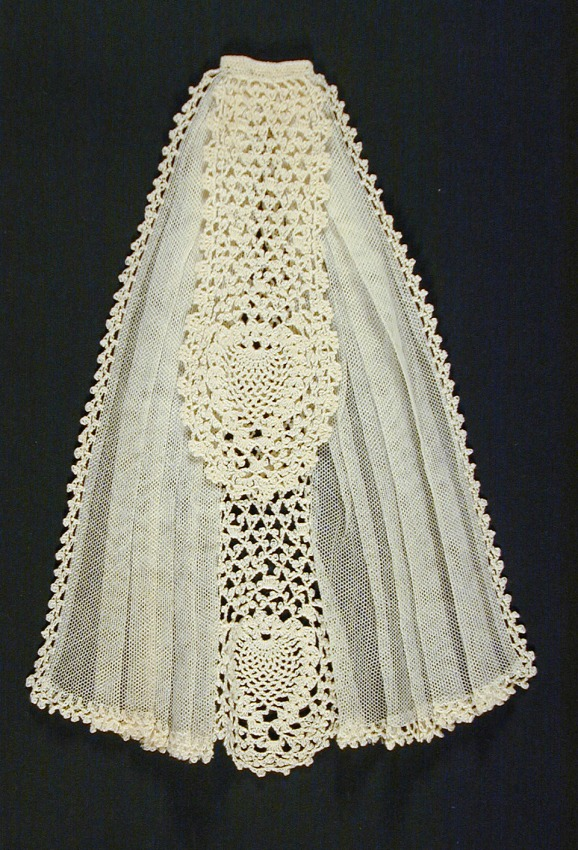
Kanten Jabot voor vrouwen, ca. 1900, Los Angeles County Museum of Art